# Stadtarchiv Duisburg

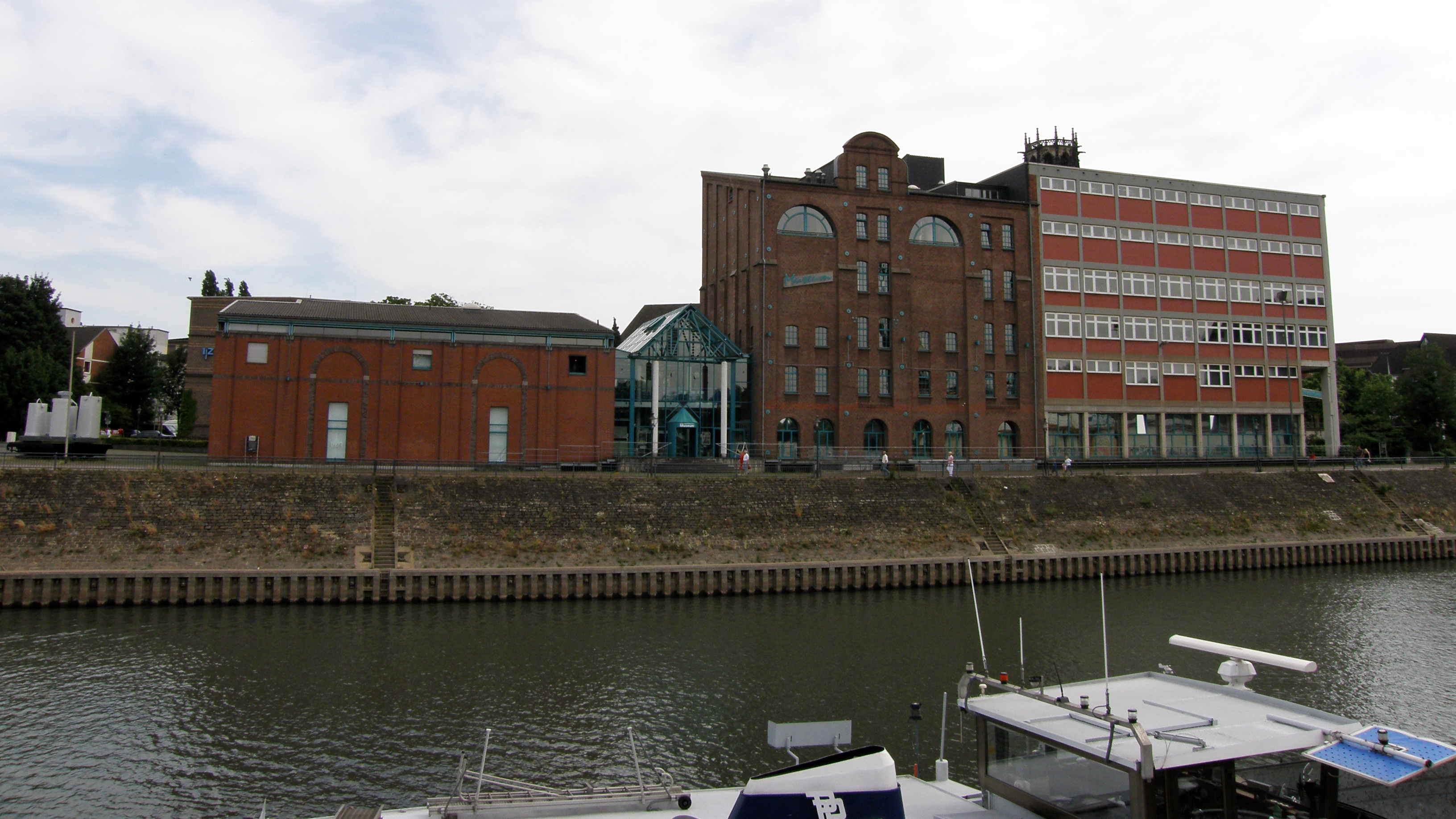
Im rechten Gebäude mit roter Fassade und weißen Fenstern befindet sich das Stadtarchiv, links daneben das Kultur- und Stadthistorische Museum

Das Stadtarchiv Duisburg befindet sich am Innenhafen Duisburg. Es ist das zweitgrößte kommunale Archiv Nordrhein-Westfalens, das sich schwerpunktmäßig der Stadtgeschichte von Duisburg widmet; Leiter ist der Düsseldorfer Archivar Andreas Pilger. Es wird zu Zwecken der Verwaltung und der wissenschaftlichen Forschung genutzt und steht für die Wahrnehmung berechtigter Interessen Betroffener und Dritter offen, soweit dies nicht dem nordrhein-westfälischen Archivgesetz und sonstigen Datenschutzbestimmungen widerspricht. Die Leiter des Stadtarchivs fungieren zugleich als Herausgeber der Duisburger Forschungen.

## Bestände
Neben den Akten und Urkunden mit frühestem Stand von 1129 sammelt das Archiv auch Duisburger Zeitungen seit dem Jahre 1727. Circa 40.000 Fotos ab Ende des 19. Jahrhunderts sind archiviert. Zusätzlich unterhält es eine Präsenzbibliothek von etwa 35.000 Bänden mit den Sammelgebieten Stadtgeschichte Duisburg, Geschichte des Ruhrgebietes und des Rheinlandes vom 16. bis 20. Jahrhundert. Die Sammlungen und die Bibliothek sind durch verschiedene Kataloge und Findbücher erschlossen.
Eines der bekannten Archivstücke ist das Faksimile des exakt vermessenen Corputius-Planes, der die Stadt im Jahre 1566 aus der Vogelperspektive zeigt. Das Faksimile wird im benachbarten Kultur- und Stadthistorischen Museum ausgestellt, mit dem das Archiv zusammenarbeitet.

## Gebäude
Das Gebäude des Stadtarchives ist ein Getreidesilo der Duisburger Mühlen AG aus dem Jahre 1959. Nach mehrjährigem Leerstand wurde es renoviert, 1982 bezog das Stadtarchiv die Räume.